# Ernesto Dávila
Ernesto Davila, destacado depostista ecuatoriano de la especialidad de Squash que fue campeón suramericano en Medellín 2010.

## Trayectoria
La trayectoria deportiva de Ernesto Davila se identifica por su participación en los siguientes eventos nacionales e internacionales:

### Juegos Suramericanos
Fue reconocido su triunfo de ser el octavo deportista con el mayor número de medallas de la selección de  Ecuador en los juegos de Medellín 2010.

#### Juegos Suramericanos de Medellín 2010
Su desempeño en la novena edición de los juegos, se identificó por obtener un total de 2 medallas:

- , Medalla de bronce: Squash Equipo Hombres
- , Medalla de bronce: Squash Dobles